# 1359
Cette page concerne l'année 1359  du calendrier julien.
L'année 1359 est une année commune qui commence un mardi.

## Événements
- 31 janvier : l’Abdalwadide Abu Hammu Musa (1339-1389) reprend Tlemcen aux Mérinides[1].

- Début du règne de Kamba ou Kassa, roi du Mali. Il est renversé au bout de neuf mois de guerre civile par le fils de Maghan, surnommé Mari Diata, qui règne jusqu'en 1374[2]. Mari Diata II laisse se dégrader la situation du Mali. Les Mossi du Yatenga multiplient leurs raids, les Touareg commencent à se manifester dans les régions orientales de l’Empire par leurs pillages. Des querelles de familles affaiblissent la dynastie.
- Début du sultanat ottoman de Hudavendigâr Murat Ier (jusqu'en 1389)[3]. Les Ottomans sont établis sur les deux rives des Dardanelles et en Thrace.

### Europe
- Hiver froid, au point de faire geler le Rhin durant 3 semaines à Mayence[4], suivi de longues pluies et inondations[4] (Le phénomène de long gel du Rhin se reproduira en 1364, durant plus de 3 mois).

- 10 mars : sac d'Auxerre par les routiers conduits par Robert Knolles[5].
  - Les anciennes troupes du Prince Noir et de Jean II, maintenant désœuvrées, parcourent la France en long et en large multipliant les pillages et les violences. Le capitaine anglais Robert Knolles, chemine de la Bretagne à la Bourgogne, semant la terreur partout où il passe. Arnaud de Cervole, capitaine au service de Jean le Bon en 1356, se comporte en véritable brigand en Berry et en Nivernais.
- 21 mars : ordonnance fiscale de Rodolphe de Habsbourg[6].
- 24 mars : second traité de Londres, l'Endenture[7].
- 19 mai : Jean de Gand épouse Blanche, héritière de Lancastre, à Reading, et devient duc de Lancastre par son mariage[8].
- 25 mai : les États généraux rejettent les traités de paix signés par Jean le Bon avec les Anglais[9].
- Mai : le patriarche de Constantinople Calliste nomme Hyacinthe de Dobroudja au siège métropolitain de Ungrovalachie à Argeș. Le prince de Valachie Nicolas-Alexandre obtient le titre d’autocrate. La Valachie entre définitivement dans l’aire de la chrétienté orientale[10].
- 21 août[11] : traité de Pontoise entre le dauphin Charles et Charles II de Navarre.
- 13 octobre : assemblée générale du royaume de Suède à Kalmar[12].
- 28 octobre ou 14 novembre[13] : chevauchée d’Édouard III (fin en 1360).
- Octobre[14] : Galeazzo II Visconti s’empare de Pavie où il fonde une université.
- 13 novembre : mort d'Ivan II de Russie, grand-prince de Moscou[15]. Dimitri III de Souzdal est placé sur le trône par la Horde d'or au détriment du fils d'Ivan (fin en 1362). Le métropolite Alexis assure la régence de la principauté de Moscou.
- 4 décembre : Édouard III met le siège devant Reims (fin le 11 janvier 1360)[16].

- Alliance entre Magnus Eriksson, roi de Suède déposé en 1356 et Valdemar Attertag de Danemark[17]. Haakon de Norvège, fils de Magnus, est fiancé à Margrethe, fille de Valdemar (1359-1360). À la mort de son fils Erik XII, Magnus retrouve la totalité du pouvoir royal.
- Le gouverneur du Maramures, Bogdan, en conflit avec la Hongrie, est appelé par la population de la marche Moldave mécontente de la domination magyare. Reconnu voïévode par les grands, Bogdan Ier devient prince de Moldavie (fin en 1365)[18].
- Disette en Flandre (1359-1360)[19].
- Berdibeg, Khan de la Horde d'or, est assassiné par son frère Kulna. Des émeutes affaiblissent le khanat[20].